# Klinikum Oldenburg
Das Klinikum Oldenburg ist mit 832 Betten das größte Akut-Krankenhaus im niedersächsischen Weser-Ems-Gebiet. Es hat derzeit 20 Kliniken, 5 Institute und mehrere Zentren. Es beschäftigt fast 2.900 Menschen und ist damit einer der größten Arbeitgeber in der Stadt Oldenburg (Oldb). Es führt jährlich etwa 37.000 vollstationäre und 95.000 ambulante Behandlungen durch. Gemeinsam mit dem Evangelischen Krankenhaus, der Karl-Jaspers-Klinik, dem Pius-Hospital und der Carl von Ossietzky Universität Oldenburg bildet es seit 2014 die Universitätsmedizin Oldenburg (vormals Medizinischer Campus). Zudem verfolgen auch im Jahr 2025 die Stadt und das Klinikum Oldenburg weiterhin das Ziel, in nächster Zukunft vom Bundesland Niedersachsen als Universitätsklinikum anerkannt und als solches auch von dort gefördert zu werden.

## Aufgabe und Lage
Das Klinikum Oldenburg liegt im Stadtteil Kreyenbrück der niedersächsischen Stadt Oldenburg in der Rahel-Straus-Str. 10. Im Klinikum Oldenburg finden sich 25 verschiedene Fachrichtungen. Jährlich werden über 135.000 Patienten aller Altersstufen behandelt.
Seit 2012 ist das Klinikum Teil der European Medical School Oldenburg-Groningen, die einen grenzüberschreitenden Medizinstudiengang in Kooperation mit dem Universitair Medisch Centrum Groningen anbietet, sowie Teil der Universitätsmedizin Oldenburg und somit zu einem großen Anteil an der Ausbildung der Medizinstudenten im Modellstudiengang Humanmedizin der Universität Oldenburg beteiligt. Als Medizinischer Campus hat das Klinikum Oldenburg 2024 dreizehn Universitätskliniken und vier Universitätsinstitute.
Viele Fachabteilungen haben sich zu Zentren zusammengeschlossen. Schwerpunkte liegen vor allem in der Behandlung von onkologischen Erkrankungen und Herz-Kreislauf-Erkrankungen sowie in der Kinder- und Jugendmedizin.
Neben der medizinischen Versorgung bietet das Klinikum Beratung und Veranstaltungen zu Gesundheitsthemen an, etwa im Gesundheitshaus des Klinikums Oldenburg.
Das Klinikum ist eine der größten Ausbildungseinrichtungen der Region.

## Geschichte
Die Geschichte des Klinikums Oldenburg beginnt im 18. Jahrhundert, als am 1. März 1784 wohltätige Bürger in Oldenburg das „Institut zur Verpflegung kranker Hausarmer“ gründeten, welches aus einem ehemaligen militärischen Barackenlager bestand. Bis Mitte des 20. Jahrhunderts fügt sich die weitere Geschichte aus den Historien der Vorläufer-Krankenhäuser bzw. medizinischer Einrichtungen zusammen: Peter Friedrich Ludwigs Hospital, Hebammen-Lehranstalt, Elisabeth-Kinderkrankenhaus, Garnisonslazarett, Oldenburger Frauenklinik und Landeshygieneinstitut.

### 1841: Peter Friedrich Ludwigs Hospital
Der Grundstein für das Peter Friedrich Ludwigs Hospital (PFL) wurde am 27. November 1838 gelegt und drei Jahre später mit 138 Betten eingeweiht.
Das PFL stand zunächst unter Aufsicht des Großherzoglichen Ministeriums, ab 1919 unterstand es dem Freistaat Oldenburg. In den Besitz der Stadt Oldenburg – und damit unter Aufsicht des Oberbürgermeisters – gelangte das PFL 1938, aufgrund des Gesetzes über den Finanzausgleich zwischen Reich, Ländern und Gemeinden.

### 1872: Elisabeth-Kinderkrankenhaus
In direkter Nachbarschaft des PFL befand sich ab 1872 das durch eine Stiftung finanzierte Elisabeth-Kinderkrankenhaus.
1953 wurde das Kinderkrankenhaus nach Kreyenbrück in das umgebaute und erweiterte ehemalige Offizierscasino an der Cloppenburger Straße verlegt.

### 1902: Landesfrauenklinik
Mit der Gründung einer Hebammenlehranstalt 1791 wurde der Grundstein für die Entwicklung eines gynäkologischen Zentrums gelegt. Die erste Schule befand sich im Haus der Stadthebamme Wesche an der Staustraße, blieb aber während der französischen Besatzung zwischen 1810 und 1813 geschlossen. Ab 1842 waren ein Entbindungshaus und die Schule in der Haarenstraße 42 untergebracht, ab 1877 an der Peterstraße. 1902 zogen Hebammenlehranstalt und Entbindungsabteilung in einen eigens zu diesem Zweck errichteten Neubau an die Kanalstraße 15. In der Landesfrauenklinik konnten 20 bis 25 Schwangere und 35 bis 40 Wöchnerinnen versorgt werden. Die staatlich bezuschusste Lehranstalt bildete jedes Jahr 12 bis 15 Hebammenschülerinnen in einem sechs bis neun Monate dauernden Lehrgang aus.

### 1950: Städtische Krankenanstalten Kreyenbrück
1950 zog die chirurgische Abteilung des PFL in die Gebäude des ehemaligen Militärlazaretts Kreyenbrück, das sich dort seit 1937 befand. Das nun Städtische Krankenanstalten Kreyenbrück genannte Krankenhaus wurde 1959 um die urologische Abteilung und die Oldenburger Frauenklinik (die vormalige Landesfrauenklinik) erweitert.

### 1976: Städtische Kliniken Oldenburg
Aus den Städtischen Krankenanstalten wurden 1976 die Städtischen Kliniken. 1984 waren alle übrigen Abteilungen des PFL an den neuen Standort an der Dr.-Eden-Straße gezogen. Der Rat der Stadt beschloss 2007, die Straße nach der Ärztin und Frauenrechtlerin Rahel Straus umzubenennen, da der vorherige Namensgeber, der Arzt Paul Eden, an Zwangssterilisationen beteiligt gewesen war.

### 2001: Klinikum Oldenburg
2003 zog das Elisabeth-Kinderkrankenhaus in einen Neubau auf dem Gelände des Klinikums, mit der neuen Adresse An den Voßbergen, 2008 folgte die Klinik für Kinder- und Jugendpsychiatrie und Psychotherapie in einen weiteren Neubau an der Brandenburger Straße. Das Gebäude an der Cloppenburger Straße wurde 2012 abgerissen.
Von 2000 bis 2002 war der Serienmörder Niels Högel als Krankenpfleger im Klinikum Oldenburg beschäftigt. Die Staatsanwaltschaft warf ihm zunächst 35 Morde im Klinikum Oldenburg vor. Des Weiteren musste er sich für weitere 63 Taten im Klinikum Delmenhorst verantworten. Im Juni 2019 wurde Högel zu einer lebenslangen Freiheitsstrafe verurteilt; dabei wurde eine besondere Schwere der Schuld festgestellt. Aufgrund der Taten ermittelte die Polizei wegen Totschlags durch Unterlassen gegen zwei Ärzte, eine Pflegedirektorin, einen Stationsleiter und den ehemaligen Geschäftsführer des Klinikums. Trotz einer deutlichen Zunahme von Todesfällen und einer Vielzahl von Verdachtsmomenten gegen Högel unterließ die Klinikleitung Maßnahmen und stellte Högel ein gutes Arbeitszeugnis aus, mit dem er sich anschließend in Delmenhorst bewarb und dort seine Mordserie fortsetzte. Seit Februar 2019 ermittelt die Staatsanwaltschaft Oldenburg gegen acht Zeugen des Mordprozesses wegen Meineids bzw. Falschaussage.
2016 beschloss der Rat der Stadt Oldenburg die Änderung der Rechtsform des Klinikums Oldenburg in eine Anstalt öffentlichen Rechts.

## Einrichtungen
Herz-, Gefäß- und Kreislaufzentrum:
- Universitätskliniken für Kardiologie und Herzchirurgie
- Universitätsinstitut für Diagnostische und Interventionelle Radiologie
- gemeinsam mit dem Reha-Zentrum Oldenburg/Kardiologische Abteilung

Universitätsklinik für Kinder- und Jugendmedizin:
- Klinik für Allgemeine Pädiatrie, Hämatologie und Onkologie Mittelpunkt im Onkoverbund Weser-Ems
- Klinik für Neuropädiatrie und Stoffwechselerkrankungen
- Klinik für Pädiatrische Pneumologie und Allergologie, Neonatologie (mit Frauenklinik bildet die Neonatologie das Perinatalzentrum Level 1), Intensivmedizin und Kinderkardiologie
- Klinik für Kinderchirurgie
- Klinik für Kinder- und Jugendpsychiatrie, Psychosomatik und Psychotherapie

Nordwestdeutsches Tumorzentrum:
- Organzentren
  - Brustkrebszentrum
  - Darmkrebszentrum
  - Pankreaskrebszentrum
  - Prostatakarzinomzentrum  (gemeinsam mit der Strahlentherapie des Pius-Hospitals)

- Gynäkologisches Zentrum
- Onkologisches Zentrum

mit folgenden Kliniken, die in den Organzentren miteinander kooperieren 
- Universitätsklinik für Innere Medizin – Onkologie und Hämatologie
- Universitätsklinik für Innere Medizin – Gastroenterologie
- Universitätsklinik für Allgemein- und Viszeralchirurgie
- Klinik für Hals-, Nasen- und Ohrenkrankheiten und plastische Operationen
- Klinik für Mund-, Kiefer- und Gesichtschirurgie
- Universitätsklinik für Gynäkologie und Geburtshilfe
- Universitätsklinik für Urologie und Kinderurologie
- Universitätsklinik für Dermatologie und Allergologie

Zentrum für Risikoschwangerschaften:
- mit dem Perinatalzentrum Level 1
- Universitätsklinik für Gynäkologie und Geburtshilfe
- Klinik für Pädiatrische Pneumologie und Allergologie, Neonatologie, Intensivmedizin und Kinderkardiologie

Geriatrisches Zentrum, gemeinsam mit dem Reha-Zentrum Oldenburg:
- Universitätsklinik für Geriatrie

Die Universitätsklinik für Anästhesiologie, Intensivmedizin, Notfallmedizin und Schmerztherapie (AINS)
- stellt die Notärzte auf den Einsatzfahrzeugen zur Notfallversorgung der Stadt Oldenburg
- stellt den Leiter der Telemedizin-Zentrale des Klinikums

Medizinisches Ausbildungszentrum (an der Brandenburger Straße):
- Pflegeschule: Ausbildung zu Pflegefachpersonen
- Physiotherapieschule
- MTL-Schule: Ausbildung Medizinische Technologen für Laboratoriumsanalytik (MTL)
- MTR-Schule: Medizinische Technologen für Radiologie (MTR)
- Ausbildung zu Medizinischen Fachangestellten

Zudem bildet das Klinikum Oldenburg in weiteren Berufen aus: Operationstechnischer Assistent, Anästhesietechnischer Assistent, Kaufmann im Gesundheitswesen, Fachinformatiker für Systemintegration, Kaufmann für Büromanagement (Schwerpunkte Assistenz und Sekretariat, Öffentlichkeitsarbeit und Veranstaltungsmanagement), Veranstaltungskaufmann.